# Кобзев, Артём Игоревич
Артём И́горевич Ко́бзев (род. 15 октября 1953, Москва) — советский и российский историк китайской философии. Доктор философских наук, профессор. Сын поэта Игоря Кобзева, отец журналиста Артема Кобзева.

## Биография
Родился в семье поэта Игоря Кобзева.
В 1975 году окончил философский факультет Московского университета.
С 1978 года — научный сотрудник, затем старший научный сотрудник Института востоковедения АН СССР (ныне РАН). Декан факультета гуманитарных наук (с 1998), заведующий кафедрой истории (1998—1999) и культурологии (с 1999) МФТИ. Руководитель УНЦ «Философия Востока» РГГУ. Заведующий сектором идеологии и культуры Китая (с 2004) Института востоковедения РАН, с 2011 года возглавляет Отдел Китая ИВ РАН.
5 марта 1979 года в МГУ имени М. В. Ломоносова защитил диссертацию на соискание учёной степени кандидата философских наук по теме «Философия Ван Ян-Мина (1472—1529)».
1 сентября 1989 года в МГУ имени М. В. Ломоносова защитил диссертацию на соискание учёной степени доктора философских наук по теме «Методология китайской классической философии (нумерология и протологика)».
15 октября 1999 года присвоено учёное звание профессора.
В 1990—1991 годах проходил стажировку в Пекинском университете (КНР).
Главный редактор сайта «Синология.ру» (synologia.ru).
Автор более 1300 научных работ (в том числе четырёх монографий) по истории китайской философии, науки и культуры. Один из редакторов энциклопедического издания «Духовная культура Китая». Член правления Международной ассоциации ицзинистики (Пекин, с 2004 года). В своих работах значительное внимание уделяет проблемам сравнительной философии.

## Награды
- Лауреат Государственной премии РФ за 2010 год за выдающиеся достижения в развитии отечественного и мирового китаеведения и подготовку фундаментальной академической энциклопедии «Духовная культура Китая».[4]
- Национальная премия КНР 2020 года за особый вклад в литературу[5].

## Научные труды

### Монографии
- Учение Ван Янмина и классическая китайская философия. М., Наука. 1983. 352 с.
- Китайский Эрос: Научно-художественный сборник / Сост. и отв. ред. А. И. Кобзев. — М.: СП «Квадрат», 1993. — 512 с. — 50 000 экз. — ISBN 5-8498-0026-3.
- Учение о символах и числах в китайской классической философии. М., Наука-ВЛ. 1994. 432 с. (Серия «История восточной философии»)
- Философия китайского неоконфуцианства. М.: Издательская фирма «Восточная литература» РАН, 2002. 608 с. (Серия «История восточной философии»).
- «Великое учение» и учения великих конфуцианцев: монография / А. И. Кобзев ; Ин-т востоковедения РАН. М.: ИВ РАН, 2011. — 106 с. ISBN 978-5-905735-03-5

### Статьи
- Пять элементов и «магические фигуры» «И цзина» // 12-я научная конференция «Общество и государство в Китае». Ч. I. М., 1981.
- Классификационная схема «пять элементов» — у син // 13-я научная конференция «Общество и государство в Китае». Ч. I. М., 1982.
- О категориях традиционной китайской философии // Народы Азии и Африки. 1982. № 1.
- Звонкоголосая чаровница или проблема китайского эроса // Проблемы Дальнего Востока. 1992. № 4.
- Особенности философской и научной методологии в традиционном Китае // Этика и ритуал в традиционном Китае. М., 1988.
- «Странное учение» Хуэй Ши // VIII Всероссийская конференция «Философия Восточно-Азиатского региона и современная цивилизация». М., 2002. С.16-20.
- Лао-цзы и Будда-«совпадение двух в одном» или «раздвоение единого»? // Общество и государство в Китае: XXXIX научная конференция / Институт востоковедения РАН. — М., 2009. — С.221-225 — ISBN 978-5-02-036391-5 (в обл.)
- Конфуций против Конфузия с глинозёма, или Уточнение данных о первом китайском философе и его главном произведении Архивная копия от 24 октября 2018 на Wayback Machine // Философские науки. 2015. № 2. С.78-106.
- Ряд статей на сайте synologia.ru Архивная копия от 16 ноября 2019 на Wayback Machine и подробная библиография на сайте ИФ РАН Архивная копия от 4 марта 2016 на Wayback Machine.